# Tagir Chajbulaev
Tagir Kamaludinovič Chajbulaev (in russo Тагир Камалудинович Хайбулаев?; Kiziljurt, 24 luglio 1984) è un judoka russo, campione olimpico nella categoria fino a 100 kg a Londra 2012.

## Palmarès
- Giochi olimpici estivi

2012 - Londra: oro nei 100 kg.
- Campionato mondiale di judo

2011 - Parigi: oro nei 100 kg.
- Campionati europei di judo

2009 - Tbilisi: oro nei 100 kg.